# Rasa del Boix
La Rasa del Boix és un torrent afluent per l'esquerra de la Riera de l'Hospital que transcorre íntegrament pel terme municipal de Montmajor (Berguedà).

## Xarxa hidrogràfica
La xarxa hidrogràfica de la Rasa del Boix està integrada per 3 cursos fluvials que sumen una longitud total de 2.363 m.

### Distribució per termes municipals
La totalitat de la xarxa transcorre íntegrament pel terme municipal de Montmajor.